# Тухбатуллина, Эльза Решитовна
Эльза Решитовна Тухбатуллина (Тазетдинова) (род. 25 сентября 1988) — российская спортсменка, призёр чемпионатов России по вольной борьбе, мастер спорта России.

## Спортивные результаты
- Чемпионат России по женской борьбе 2011 года — ;
- Чемпионат России по женской борьбе 2008 года — ;
- Гран-при Иван Ярыгин 2008 года — ;